# ロバート・ウッドワード・バーンウェル

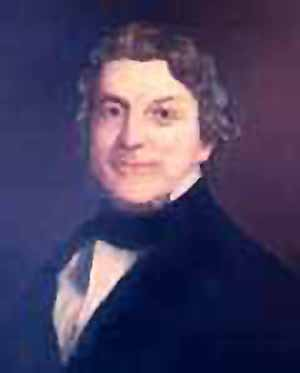
ロバート・バーンウェル

ロバート・ウッドワード・バーンウェル（Robert Woodward Barnwell, 1801年8月10日 - 1882年11月5日）は、アメリカ合衆国の政治家。サウスカロライナ州代表としてアメリカ合衆国とアメリカ連合国の両方の上院議員を務めた。

## 生涯、
1801年、バーンウェルはサウスカロライナ州ビューフォートにおいて、合衆国下院議員ロバート・バーンウェルの息子として誕生した。バーンウェルはビューフォート大学で高等教育を受けた後、ハーバード大学を卒業した。その後バーンウェルは家族の農場の経営を支援するため帰郷した。
1826年、バーンウェルはビューフォート郡の代表としてサウスカロライナ州下院議員に選出され、政治家としての第一歩を踏み出した。その後バーンウェルは1828年に合衆国下院議員に選出され、翌1829年から1833年まで2期連続で同職を務めた。バーンウェルは1833年にサウスカロライナ州コロンビアのサウスカロライナ大学で学長として就任し、1841年まで同職を務めた。
1850年5月29日、バーンウェルはフランクリン・エルモアの死去により空席となった合衆国上院の議席を補充するため、上院議員に指名された。バーンウェルは同年6月から12月まで上院議員を務め、その後補欠選挙によりロバート・バーンウェル・レットに引き継がれた。バーンウェルが上院議員を務めたとき、合衆国議会は南北間の勢力が拮抗した状況にあったため、補欠選挙までの代替要員として異例の指名を受けた。上院議員としてバーンウェルはカリフォルニア州の連邦加入に賛成した。
1861年、バーンウェルはアメリカ連合国臨時議会にサウスカロライナ州代表として参加した。バーンウェルは2月4日に開催された最初の会合において議会を一時的に統轄するために議長として指名された。そして同日にハウエル・コブが議長として選出されると、コブに議長職を引き継いだ。臨時議会では連合国大統領の選挙が行われ、バーンウェルはジェファーソン・デイヴィスに1票を投じた。バーンウェルはアメリカ連合国において1861年から1865年まで2期連続でサウスカロライナ州から上院議員を務めた。
南北戦争後、バーンウェルはサウスカロライナ州コロンビアへ戻り、大学の講師となった。1866年、バーンウェルはサウスカロライナ大学の学部長となり、1873年に退職した。
1882年、バーンウェルはコロンビアで死去した。バーンウェルの遺体は聖ヘレナ聖公会教会の墓地に埋葬された。